# Cirio H. Santiago
Cirio H. Santiago, all'anagrafe Cirio Hermoso Santiago (Manila, 18 gennaio 1936 – Manila, 26 settembre 2008), è stato un regista, produttore cinematografico e sceneggiatore filippino.

## Biografia
Cirio Hermoso Santiago nacque il 18 gennaio 1936 a Manila, Filippine dal dottor Ciriaco Santiago, fondatore della Premiere Productions di Manila, e da sua moglie Adela Hermoso. Aveva due fratelli, Danilo H. Santiago e Digna H. Santiago. Si è laureato in Economia e Marketing presso l'Ateneo de Manila University.
Dopo aver iniziato come montatore di trailer cinematografici e in seguito come produttore di decine di film locali in tagalog per lo studio di suo padre negli anni '50 e '60, ha continuato a scrivere sceneggiature per film importanti come Ifugao (1954). Lavorare intensamente con de Léon e l'acclamato regista Eddie Romero su molti progetti lo ha motivato ad assumersi finalmente i compiti di regista. Il suo primo lavoro da regista è stato il film Paltik (1955) che è stato poi candidato al Miglior film ai FAMAS Awards, gli Oscar del cinema filippino del 1956.
Il suo primo lavoro come regista per Corman fu Savage! (1973) per il quale venne pagato 3.000 USD. Il forte rapporto d'affari tra Corman e Santiago si trasformò in una stretta amicizia nel corso degli anni. Santiago divenne persino il padrino dei figli di Corman.
Il regista filippino si è specializzato in film d'azione, di arti marziali e di guerra a basso costo, ed ha lavorato nel corso degli anni con attori del calibro di Terrence O'Hara, Robert Patrick, Jerry Trimble, Vernon Wells, Michael Madsen, Eddie Garcia e moltissimi altri, ed ha avuto l'opportunità di lavorare anche con numerosi registi americani, in particolare Jonathan Demme, Joe Dante, Curtis Hanson, Carl Franklin, Katt Shea, Todd Field e Terrence O'Hara.
Il regista Quentin Tarantino annovera Santiago tra i suoi registi preferiti. Possiede una vasta collezione di film di Cirio H. Santiago e ha basato alcuni dei personaggi di Kill Bill su Death Force (1978) di Santiago..
Cirio Santiago morì il 26 settembre 2008 a Makati City, Metro Manila per un cancro ai polmoni.

## Filmografia parziale come regista
- Paltik (1954)
- 4 Na Kasaysayang Ginto ("30 Sandali" segment, 1956)
- Bicol Express (fourth segment, 1957)
- Pusakal (1957)
- Pepeng Kaliwete (1958)
- Water Lily (1958)
- Laban sa Lahat (1958)
- Pusang Itim (1958)
- Ultimatum (1959)
- Hawaiian Boy (1959)
- Sandakot Na Alabok (1960)
- Pautang ng Langit (1960)
- Pagsapit ng Hatinggabi (fourth segment, 1960)
- Sa Ibabaw ng Aking Bangkay (1960)
- Konsiyerto ng Kamatayan ("Lumuluhang Bangkay" segment, 1961)
- Nagbabagang Lupa (1961)
- Pitong Gabi sa Paris (1961)
- Mga Yapak na Walang Bakas (1961)
- Walang Susuko (1962)
- Masikip ang Daigdig (1962)
- Leon Marahas (1962)
- The Big Show (1963)
- Sa Pagitan ng Dalawang Mata (1963)
- Los Palikeros (1963)
- Magnong Mandurukot (1963)
- Ging (1964)
- Duwag ang Sumuko (1964)
- Lagalag (1964)
- Bakas ng Dragon (1964)
- Saan Man Sulok ng Daigdig (1964)
- Scorpio (1964)
- Kaaway Bilang Uno (1965)
- Darna at ang Babaing Tuod (1965) or Darna and the Tree Monster
- 7 Mukha ni Dr. Ivan (1965)
- Hanapin si Leo Baron (1965)
- Pistolero (1966)
- Kardong Kaliwa (1966)
- Wanted: Johnny L (with Cesar J. Amigo, Teodorico C. Santos, Gerardo de Leon and Eddie Romero, 1966)
- Room 69 (with Gerardo de Leon, 1966)
- Tiagong Lundag (1966)
- Ang Limbas at ang Lawin (1967)
- Bravados (1967)
- Marko Aintado (1967)
- Alamid (Agent 777) (1967)
- Operation: Impossible (1967)
- Panagupa (1969)
- Lollipops and Roses (1971)
- Once Upon a Time (with Zenaida Amador, 1971)
- Fly Me (1973)
- Savage! (1973) or Black Valor
- El Negro (1974)
- Fe, Esperanza, Caridad (with Lamberto V. Avellana and Gerardo de Leon, 1974)
- TNT Jackson or Dynamite Wong and TNT Jackson (1974)
- Carnival Song (1974)
- Happy Days Are Here Again (1974)
- Cover Girl Models (1975)
- Call Me Direnz! (1976)
- Ebony, Ivory & Jade (1976) or She-Devils in Chains, American Beauty Hostages, Foxfire, or Foxforce
- The Muthers (1976)
- Doble Kara (1978)
- Hell Hole (1978) or Escape from Women’s Hell Hole (USA) or Women of Hell’s Island
- Vampire Hookers (1978)
- Death Force (1978)
- Modelong Tanso (1979)
- Gabi ng Lagim Ngayon (1980)
- Ang Galing-Galing Mo, Mrs. Jones (1980)
- Firecracker (1981) or Naked Fist
- Stryker (1983) or Savage Dawn (video title)
- Caged Fury (1983)
- Final Mission (1984) or Last Mission
- The Devastator (1985) or Kings Ransom or The Destroyers
- Wheels of Fire (1985) or Desert Warrior or Pyro or Vindicator
- Naked Vengeance (1985) or Satin Vengeance
- Silk (1986) detective drama.
- Future Hunters (1986) or Deadly Quest or Spear of Destiny
- Eye of the Eagle (1987)
- Equalizer 2000 (1987)
- Killer Instinct (1987) or Behind Enemy Lines (USA)
- Fast Gun (1987)
- Demon of Paradise (1987)
- The Sisterhood (1988)
- The Expendables (1988)
- Silk 2 (1989)
- Nam Angels (1989)
- Last Stand at Lang Mei (1990) or Eye of the Eagle 3
- Dune Warriors (1990)
- Field of Fire (1991)
- Raiders of the Sun (1992)
- Beyond the Call of Duty (1992)
- Live by the Fist (1993)
- Kill Zone (1993)
- Firehawk (1993) (V)
- Angelfist (1993)
- Ultimatum (1994)
- Stranglehold (1994)
- One Man Army (1994) or Kick & Fury
- Caged Heat II: Stripped of Freedom (1994) or Caged Heat 2: Stripped of Freedom (USA) or Prisoners
- Rexur (1995) (as Leonardo Hermoso)
- Vulcan (1997)
- Nagmumurang Kamatis (1997)
- Anak ng Bulkan (1997)
- Aladdin and the Adventure of All Time (1999)
- Operation Balikatan (2003)
- When Eagles Strike (2004)
- Bloodfist 2050 (2005) (as Leonard Hermes)
- Water Wars (2014) (completed by Jim Wynorski)